# Bal – Honig
Bal – Honig (englischsprachiger Festivaltitel Honey) ist ein Spielfilm des türkischen Regisseurs Semih Kaplanoğlu aus dem Jahr 2010. Das Drama handelt von einem sechsjährigen Jungen aus der anatolischen Provinz, dessen Vater, ein Bienenzüchter, spurlos im Bergwald verschwindet. Als die Verzweiflung größer wird, begibt sich der Junge selbst auf die Suche nach seinem Vater.
Der Film wurde im Wettbewerb der 60. Internationalen Filmfestspiele von Berlin uraufgeführt und gewann dort den Goldenen Bären. Bal lief am 9. April 2010 in den türkischen Kinos an; in den deutschen Kinos startete der Film am 9. September 2010.

## Entstehungsgeschichte
Das Drama schließt die autobiografisch geprägte „Yusuf“-Trilogie ab, die der Filmemacher mit Yumurta – Ei (2007) und Süt (2008; dt.: „Milch“) begonnen hatte. Die rückwärts erzählte Trilogie, in der es Kaplanoğlu um die Wiederentdeckung der anatolischen Provinz geht, hat den Dichter Yusuf als Hauptfigur. Im ersten Teil kehrt der über 40 Jahre alte Dichter nach dem Tod seiner Mutter aus dem selbstgewählten großstädtischen Exil in seine Geburtsstadt zurück, während im zweiten Teil Yusuf 20 Jahre alt ist und von einer Karriere als Dichter träumt. Im dritten und letzten Teil blickt Kaplanoğlu auf den sechsjährigen Yusuf. Paradox erscheint in diesem Zusammenhang jedoch, dass die Handlung von Bal im Oktober 2009 einsetzt; die beiden handlungstechnisch daran anknüpfenden Vorgängerfilme Yumurta und Süt handeln jedoch zu einem früheren Zeitpunkt.
Bal basiert auf einem Skript von Semih Kaplanoğlu und Orçun Köksal und wurde von der gemeinsamen Filmproduktionsgesellschaft Kaplan Film Production realisiert. Das Drehbuch war in den Script Development Fund des Antalya Eurasia Film Festivals aufgenommen worden und wurde so mit einer Summe von 25.000 Türkische Lira (ca. 11.800 Euro) unterstützt. Koproduziert wurde der Film von der deutschen Produktionsfirma Heimatfilm. Ebenfalls Unterstützung erfuhr das Filmprojekt durch den Filmförderungsfonds Eurimages, die Filmstiftung Nordrhein-Westfalen und die Fernsehsender ZDF und ARTE. Kaplanoğlu verzichtete auf jedwede Musik und künstliche Beleuchtung. Mit Bal wolle Kaplanoğlu „den Kern erreichen“, der die Figur des Yusuf ausmacht. Gedreht wurde im Ostpontischen Gebirge nahe der Schwarzmeerküste, im Landkreis Çamlıhemşin der Provinz Rize.

## Handlung

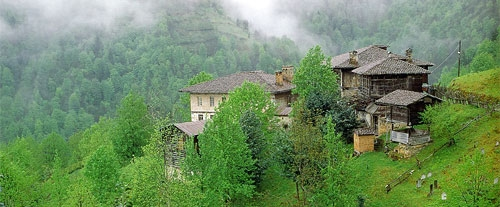
Gehöft im Pontischen Gebirge, dem Schauplatz ähnlich

Der Film spielt im Oktober 2009. Der sechsjährige Yusuf wächst als Einzelkind bei seinem Vater Yakup, einem Bienenzüchter, und seiner Mutter Zehra in bescheidenen Verhältnissen in den Bergen Nordostanatoliens auf. Er ist gerade eingeschult worden und lernt Lesen und Schreiben. In seiner Freizeit begleitet er seinen Vater gerne tief in den geheimnisvollen Wald. Dort hängt Yakup seine Bienenkörbe mit Hilfe eines Seils in die obersten Wipfel der größten Bäume. Später klettert er in diese Bäume und erntet den schwarzen Waldhonig, für den die Region an der Schwarzmeerküste gerühmt wird. Mit einem Stock entnimmt er die Waben, trennt diese aus dem Rahmen und streicht die benebelten Bienen ab.
Yusuf verbindet eine schweigsame, enge Freundschaft mit seinem Vater, dem er zu Hause ohne Scheu laut vorliest. In der Dorfschule erhalten die Erstklässler für gutes Lesen einen roten Plastikanstecker. Im Unterricht scheut sich der Einzelgänger aber davor, laut vorzulesen. Yusuf fängt vor dem Lehrer und den Mitschülern stets an zu stottern und reibt sich dabei die Tränen aus seinem Gesicht. Die anderen Kinder lachen über ihn. Gleichzeitig hat Yusuf Angst davor, als einziger keinen Anstecker zu bekommen. Die Pausen verbringt er im Gegensatz zu den anderen Kindern allein im Klassenzimmer. Dennoch liebt Yusuf die Sprache und liest zu Hause auch ein Gedicht von Arthur Rimbaud vor, das ihn in der Schule fasziniert hat. Seine poetische Ader drückt sich auch in seiner Wissbegierde für die Natur aus.
Als Yusuf seinem Vater von einem Traum erzählt, warnt Yakup ihn, dass man seine Träume nur flüsternd und nicht jedem verraten dürfte. Als die Bienen die Gegend verlassen, ist Yakup gezwungen, in entlegeneren Gebirgsregionen nach Honig zu suchen. Nachdem sein Vater mit dem Esel aufgebrochen ist, stellt Yusuf das Sprechen gänzlich ein. Seine Verschlossenheit lässt Mutter Zehra, die auf den Teefeldern arbeitet, ratlos zurück. Als Yakup nach mehreren Tagen nicht zurückkommt, sorgen sich Yusuf und Zehra um ihn. Als die magische Nacht bevorsteht, in der die Ankunft des Propheten gefeiert wird, gibt Zehra ihren Sohn zur Großmutter ins Nachbardorf. In der Geschichte des Propheten glaubt Yusuf, seinen Vater wiederzuerkennen. Mutter und Sohn machen sich wiederholt auf die Suche nach dem verschwundenen Vater, ehe sie Tage später die Todesnachricht erhalten – Yakup ist beim Erklettern eines morschen Baumes ums Leben gekommen.

## Kritiken
Die Premiere von Bal erfolgte am 11. Februar 2010 auf den 60. Filmfestspielen von Berlin. Deutsche Kritiker lobten den Film für seine Wortkargheit, die wunderschönen, nicht verklärenden Naturaufnahmen und die Leistung des achtjährigen Kinddarstellers Bora Altaş. Sie zählten Bal zu den Mitfavoriten auf den Hauptpreis des Filmfestivals.
Katja Nicodemus (Die Zeit) pries den Film als eine „existenzielle Erzählung über die Weltwahrnehmung eines Kindes, über Verlust und Trauer“. Sie hob den ruhigen Rhythmus und die Landschaftsaufnahmen hervor: „In Bal glaubt man den Regen zu riechen, der über dem Schulweg des Jungen niederprasselt.“ Nach Peter Uehling (Berliner Zeitung) stehen die Naturbilder für Yusufs Seelenleben „weder in einem altbacken symbolistischen noch in einem expressiven Verhältnis.“ Bora Altaş spiele „in rührend schmalschultriger Weise, ein träumerisches, freundliches Kind, das aufgrund seines reichen Gefühlslebens nicht zur schnellen Datenverarbeitung taugt.“
Detlef Kuhlbrodt (die tageszeitung) sprach von einem meditativen Film, während Christina Tilmann (Der Tagesspiegel) Kaplanoğlus Regiearbeit als „einen der schönsten, dichtesten Filme dieses Festivals“ würdigte, der aus unspektakulären Ingredienzen zusammengesetzt sei. „[…] ein Film, der träumen lässt, der das eigene Sehen, Empfinden zum Schwingen bringt, in einer so weiten wie stillen Welt. Es fühlt sich an wie Wind, wie Sauerstoff, nach allzu langer Konservenluft. Oder wie Sonne, die durch den Wald aus wunderbar turmhohen Bäumen fällt.“
Thorsten Funke (critic.de) bemerkt, dass „Kaplanoğlu, dessen eigener Vater aus dieser Region Anatoliens stammt, all das mit fast schon konservatorischem Interesse festhält, denn natürlich ist diese Welt in der modernen Türkei dem Untergang geweiht.“'  Marieke Steinhoff (Schnitt) lobt dagegen die „sorgfältige Tongestaltung, die einen mitten in den knirschenden, surrenden, zirpenden Wald, das holzige, halbdunkle Familienhaus und die beengende, isolierende Schule versetzen.“

## Auszeichnungen
Regisseur Semih Kaplanoğlu gewann für Bal den Goldenen Bären und den Preis der Ökumenischen Jury der 60. Filmfestspiele von Berlin. Nach 1964 ging damit der Hauptpreis des Festivals wieder an einen türkischen Regisseur.
Bei dem 29. International Istanbul Film Festival erhielt Bal den Spezialpreis der Jury sowie den Publikumspreis als bester türkischer Film. Darüber hinaus wurde Barış Özbiçer für seine Arbeit als Kameramann bei dem Film ausgezeichnet.
Bei der Verleihung des Europäischen Filmpreises 2010 wurde der Film in drei Kategorien nominiert, blieb aber unprämiert. Bal war außerdem der türkische Kandidat im Rennen um eine Oscar-Nominierung als bester fremdsprachiger Film, gelangte aber nicht in die engere Auswahl.